# Friedrichshafen FF 43
Il Friedrichshafen FF 43 fu un idrocaccia a scarponi monomotore, monoposto e biplano,  sviluppato dall'azienda tedesco imperiale Flugzeugbau Friedrichshafen GmbH negli anni dieci del XX secolo e rimasto allo stadio di prototipo.
Proposto alla Kaiserliche Marine, la marina militare dell'Impero tedesco, per equipaggiare i suoi reparti aerei durante la prima guerra mondiale, non riuscì a superare le perplessità dei vertici della marina e il suo sviluppo venne sospeso, venendo in seguito convertito in caccia terrestre nel Friedrichshafen D.I (FF 46).

## Storia del progetto
Durante le prime fasi della prima guerra mondiale, il rapido sviluppo dell'industria aeronautica rese necessaria da parte della Kaiserliche Marine la creazione di reparti aerei il cui compito era di prevenire eventuali attacchi aerei nemici alle basi navali poste sul Mare del Nord. A questo scopo invitò le varie aziende aeronautiche nazionali a fornire modelli atti al compito, per una valutazione comparativa da tenersi nell'estate 1916.
La Flugzeugbau Friedrichshafen, che per la Marina aveva già fornito con successo l'idrovolante multiruolo FF 33, decise di presentare un modello più specifico, un compatto idrovolante a scarponi indicato come FF 43 che riproponeva l'impostazione generale dei caccia terrestri del periodo, ovvero un biplano monoposto armato con una coppia di mitragliatrici anteriori a disposizione del pilota.
I lavori di costruzione del prototipo furono iniziati l'8 giugno 1916 presso gli stabilimenti Manzell; il velivolo dopo essere stato completato il successivo 29 agosto venne inviato al Seeflugzeug-Versuchs-Kommando Warnemünde, dove dall'8 settembre iniziò le prove in volo. Dopo un primo periodo di valutazione, il successivo 6 ottobre venne inviato alla base navale di Zeebrugge per prove in condizioni operative sul Mare del Nord, non riuscendo tuttavia a essere accettato per la produzione in serie. L'unico esemplare costruito venne ufficialmente dichiarato fuori servizio il 13 aprile 1917.

## Utilizzatori
Germania
- Kaiserliche Marine

solamente in prove di valutazione.